# 大吻胸翼鱼
大吻胸翼魚，為輻鰭魚綱水珍魚目後肛魚科的其中一種，為深海魚類，分布於東北大西洋Hebrides群島海域，棲息深度可達600公尺，體長可達6.6公分，生活習性不明。